# Шлиф (лабораторная посуда)

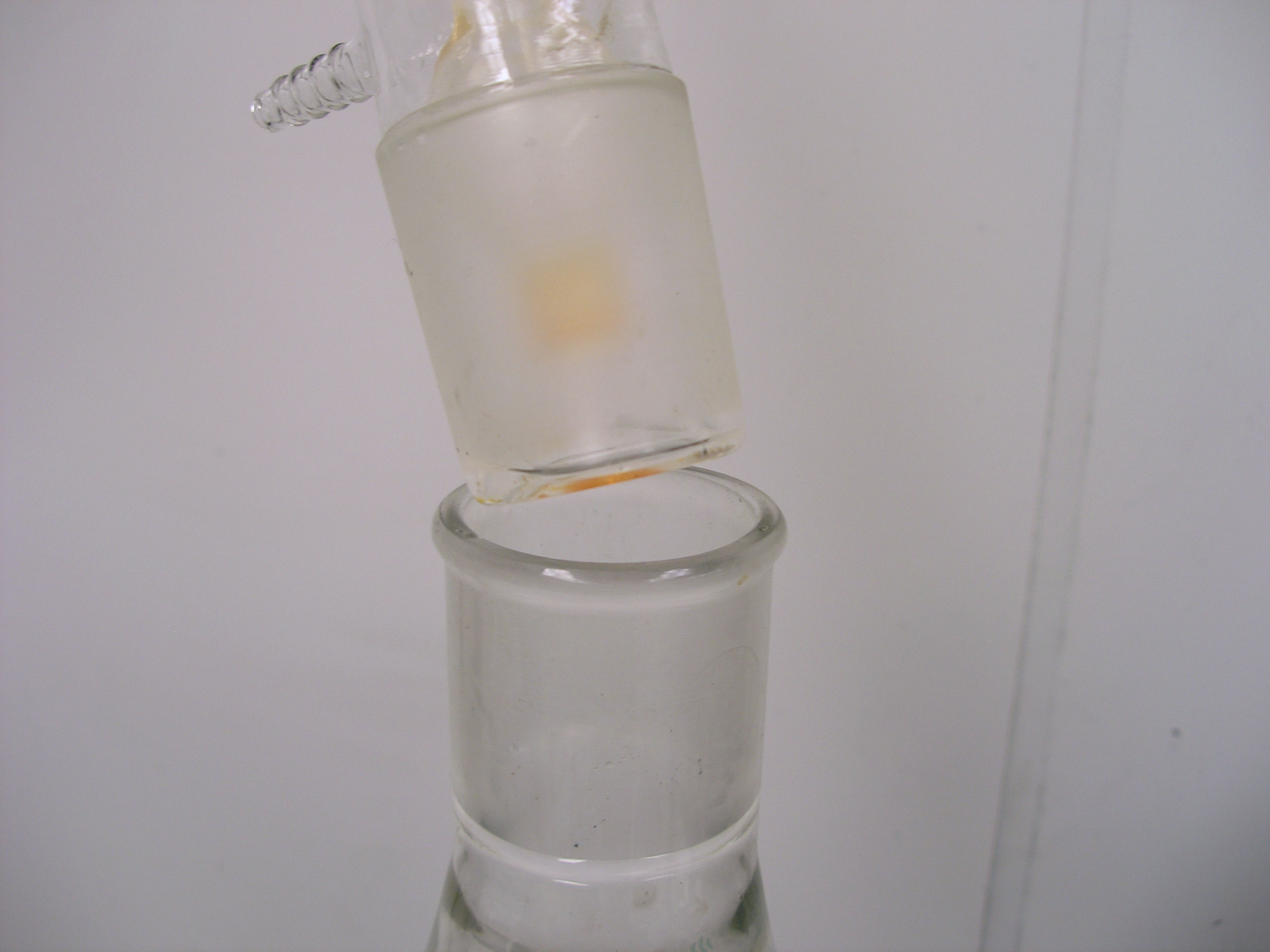
Керн и муфта размера 45/50

Шлиф, более точно соединение на шлифах — разъёмное соединение, которое используется в стеклянной лабораторной посуде для закупоривания сосудов, сборки аппаратов и в кранах. Состоит из притёртых друг к другу поверхностей конической, плоской, цилиндрической или сферической формы. Шлифовые соединения заменяют соединения на корковых или резиновых пробках и при помощи резиновых шлангов. Преимуществом соединений на шлифах является чистота, химическая стойкость и удобство работы со стандартными шлифами, не требующими подбора пробок, их просверливания и замазывания. Недостатком шлифовых соединений является присущая стеклу хрупкость.

## Смазывание шлифов
Для того, чтобы соединение было герметично и не заклинивало, шлифы перед сборкой, как правило, смазывают. Правильно притёртый и смазанный шлиф в собранном виде должен быть прозрачным. Смазывание шлифа обязательно, если он предназначен для вращения в ходе работы (кран, уплотнение мешалки) или если установка будет вакуумирована. С другой стороны, если смазка может загрязнить вещество или вымывается применяемым растворителем, смазывать шлифы не следует.
Обычной смазкой для шлифов является вазелин. Малорастворимы в обычных органических растворителях силиконовый вазелин и мелкодисперсный политетрафторэтилен (тефлон). При работе в углеводородах применяют гидрофильные вязкие жидкости: глицерин, этиленгликоль, полигликоли, мыла. При работе под вакуумом используются специальные смазки, например, раствор каучука в вазелине (смазка Рамзая).
Керны кранов из тефлона смазывать не нужно.

## Виды и назначение
- Конические шлифы заменяют в аппаратуре соединения на пробках и сами пробки[4].
- Сферические шлифы используются в некоторых специальных аппаратах, в частности, для перегонки под вакуумом, потому что они не вжимаются атмосферным давлением и не заклинивают.
- Плоские шлифы применяют в эксикаторах, камерах для тонкослойной хроматографии, колоколах, пришлифованных к пластине, бутылях, котлах и тому подобной посуде[4].
- Цилиндрические шлифы используются для уплотнения вводимых в реакционный сосуд мешалок и в стеклянных шприцах[4].

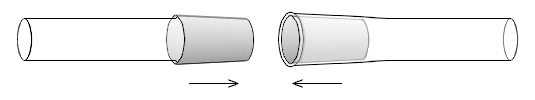
Устройство конического шлифового соединения: слева керн, справа муфта, соединение производится движением, указанным в направлении стрелок

Наиболее распространены нормальные взаимозаменяемые конические шлифы с конусностью 1:10, соответствующие стандартной линейке размеров. Бывают шлифы не взаимозаменяемые, притёртые индивидуально, они используются, главным образом, в склянках, банках, мерных цилиндрах и колбах, капельных и делительных воронках, эксикаторах и кранах.

## Стандартные размеры конических шлифов

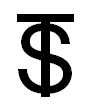
Символ Standard Taper

Шлифовые соединения обозначаются двумя числами, разделёнными косой чертой. Первое число обозначает внешний диаметр керна в самой широкой его части в миллиметрах. Второе число обозначает длину шлифового соединения в миллиметрах. Наиболее часто употребляются шлифы с размерами 14/23, 19/26, 24/29, 29/32. Иногда можно встретить более длинные шлифы, например 24/40, вместо 24/29. Например, в США используются ASTM размеры (которые соответствуют устаревшему Commercial Standard 21) с типичными размерами 14/20, 19/22, 24/40, и иногда 29/42.
Некоторые соединения могут быть отмечены специальным символом, который представляет собой буквы S и T, наложенные друга на друга, что означает англ. Standard Taper (стандартный конус).
Для сборки шлифовых соединений с разными диаметрами используются переходники. Переходники (часто называемые «переходами») бывают в различном исполнении: с боковыми отводами, изогнутые, и так далее.
Согласно ГОСТ 8682-93 (ISO 383-76) существуют следующие стандартные размеры конусных шлифов (ряд К6 является рекомендуемым к употреблению):
| Диаметр | Ряд K2 | Ряд K4 | Ряд K6 | Ряд K8 |
| ------- | ------ | ------ | ------ | ------ |
| 5       | --     | 9      | 13     | 18     |
| 7       | --     | 11     | 16     | 22     |
| 10      | --     | 13     | 19     | 25     |
| 12      | --     | 14     | 21     | 28     |
| 14      | 8      | 15     | 23     | 30     |
| 19      | 9      | 17     | 26     | 35     |
| 21      | --     | 19     | 28     | 37     |
| 24      | 10     | 20     | 29     | 39     |
| 29      | 11     | 22     | 32     | 43     |
| 34      | 12     | 23     | 35     | 47     |
| 40      | 13     | --     | 38     | --     |
| 45      | 13     | --     | 40     | --     |
| 50      | 14     | --     | 42     | --     |
| 60      | 15     | --     | 46     | --     |
| 71      | --     | --     | 51     | --     |
| 85      | 18     | --     | 55     | --     |
| 100     | --     | --     | 60     | --     |

## Зажимы

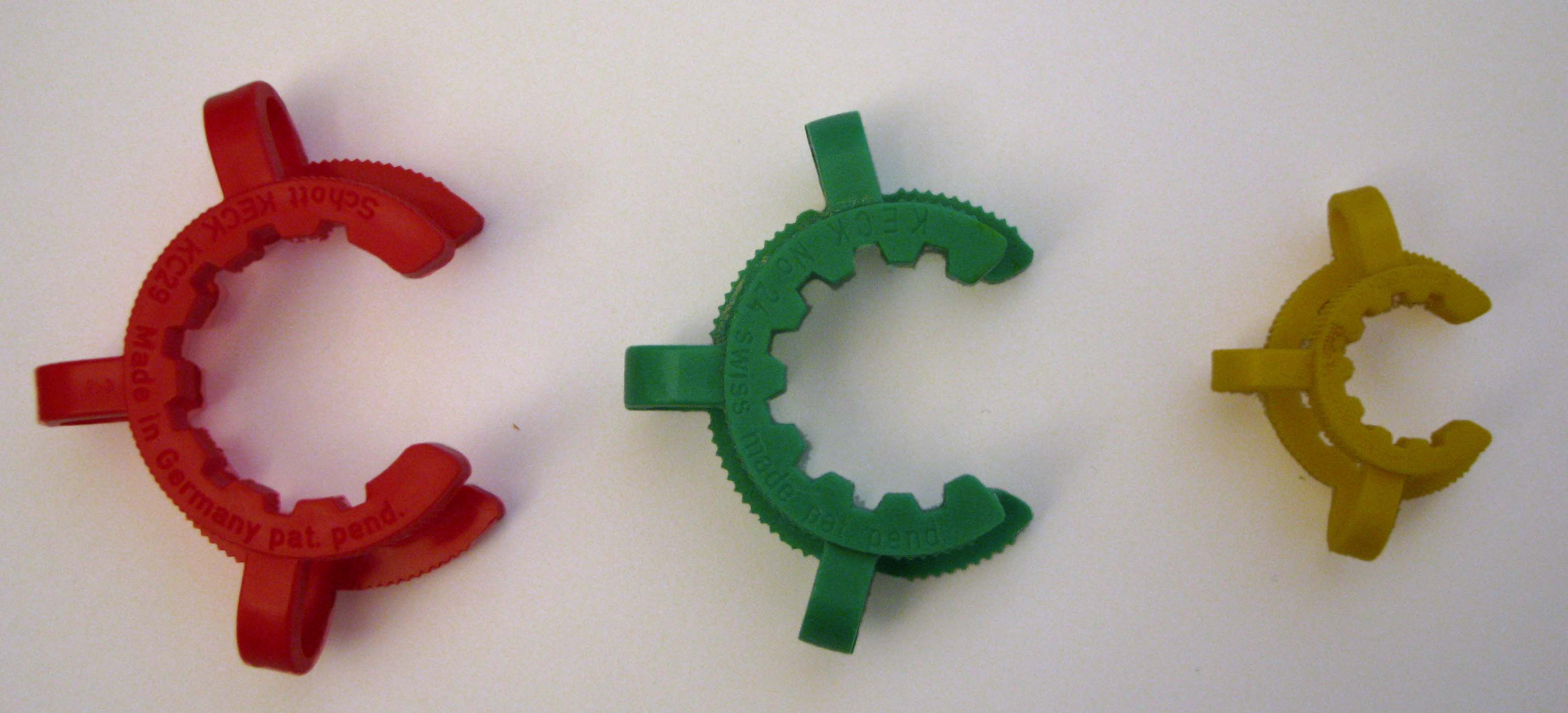
Зажимы трёх размеров: 29 (красный), 24 (зелёный), 14 (жёлтый)

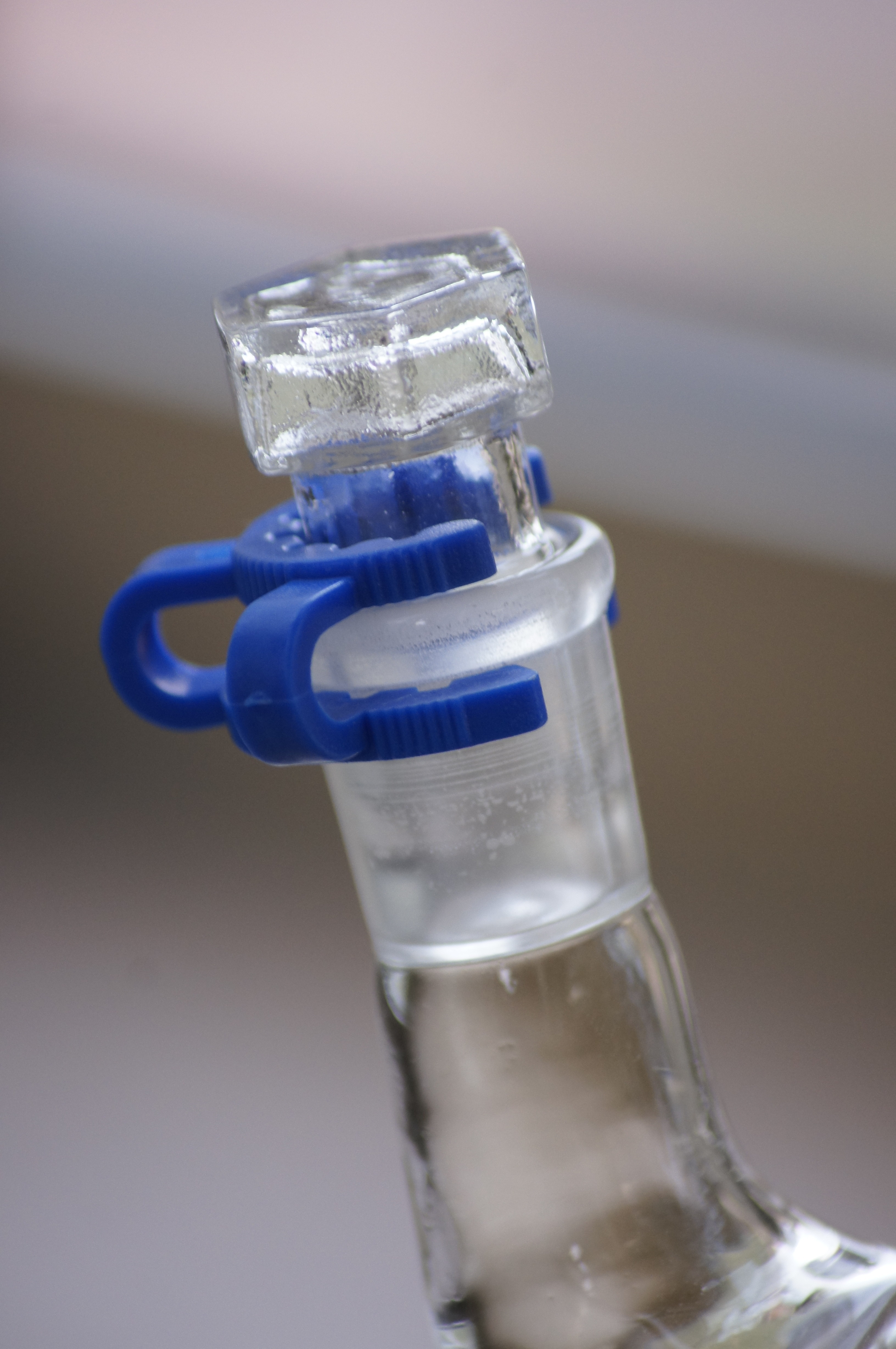
Зажим на колбе

Чтобы шлиф не разобрался самопроизвольно во время реакции, используют различные зажимы, пластиковые и металлические, которые таким образом предотвращают аварии установок и травмы.
Широко распространены зажимы, сделанные из полиформальдегида, однако они могут быть использованы только в определённом диапазоне температур, поскольку полиформальдегид начинает размягчаться при 140 °C и плавится при 175 °C. Также полиформальдегидные зажимы не могут использоваться с корродирующими газами.
Иногда используются зажимы из тефлона, так как его температура плавления подходит для большинства процессов. Также тефлон химически инертен и коррозионно стоек. С другой стороны, такие зажимы дороже полиформальдегидных и начинают выделять ядовитые вещества при нагревании выше определённой температуры.
Также используются зажимы, сделанные из нержавеющей стали, как самые устойчивые во всём температурном диапазоне, который присущ боросиликатному стеклу, а также инертные к некоторым веществам. Однако, зажимы из нержавеющей стали могут корродировать от агрессивных веществ и довольно дороги.

## Заклинившие соединения
Шлифовые соединения могут заклинить по следующим причинам:
- Недостаток смазки в шлифовом соединении или неподходящая смазка. Некоторые соединения могут растворять смазку, что приводит к контакту между двумя оголёнными частями шлифа. При нагревании смазка может чрезмерно разжижаться и вытечь из шлифа, что особенно легко происходит при работе при нагревании под вакуумом, когда атмосферное давление вжимает керн в муфту[8].
- Использование сильного основания в реакции (гидроксиды, фосфаты) может растворять SiO2, создавая кремниевую кислоту (H4SiO4 / Si(OH)4). Также кремниевая кислота может появиться в результате гидролиза кремнийсодержащих соединений (жидкое стекло, тетрахлорсилиций)[2].
- В ходе реакции образуются твёрдые вещества или смолы, «склеивающие» части шлифа.
- Керн и муфта изготовлены из стекла разных сортов с разным коэффициентом теплового расширения (у муфты больше)[2].

Для разборки заклинившего шлифа можно влить в соединение какую-либо проникающую жидкость, осторожно постучать по шлифу деревянным брусочком или нагреть муфту над коптящим пламенем, чтобы тепловое расширение освободило керн. Заевший кран можно освободить, выдавливая керн при помощи тисков или постукиванием, и этот способ предпочтительнее нагревания.
Иногда освободить шлиф помогает раствор Бредемана, состоящий из 10 частей хлоральгидрата, 5 частей глицерина, 5 частей воды и 3 частей 25%-ной соляной кислоты, который заливают в сопряжение и оставляют для проникновения на некоторое время.
Хранить собранные сухие шлифы чистой посуды следует, проложив в сопряжение кусочек бумаги, иначе заедание шлифа неизбежно.